# إرنست تانر
إرنست تانر هو شخصية أعمال ورائد أعمال سويسري، ولد في 24 يوليو 1946 في شافهاوزن في سويسرا.

## وصلات خارجية
- إرنست تانر على موقع مونزينجر (الألمانية)